# Kościół św. Stanisława Biskupa i Męczennika w Krakowie (ul. Kantorowicka)
Kościół św. Stanisława Biskupa i Męczennika – parafialny kościół rzymskokatolicki znajdujący się w Krakowie, w dzielnicy XVII Wzgórza Krzesławickie przy ul. Kantorowickiej 122, w obszarze zabudowy Kantorowice.

## Historia
Niewielka świątynia została wzniesiona w latach 1985–86. Konsekrowana przez arcybiskupa Kazimierza Nycza w 1988 roku.

## Projekt
Budynek, projektu inż. Romana Łomnickiego, jest jednonawowy z naśladującymi nawy boczne, wąskimi przestrzeniami. Prosto zamknięte Prezbiterium, w ołtarzu głównym obraz P. Moskala Apoteoza św. Stanisława a nad nim Krucyfiks z XVII wieku.
Fasada zamknięta trójkątnym szczytem, nad wejściem, w oknie znajduje się witraż św. Jadwiga. Przed kościołem na niewysokiej konstrukcji umieszczono dwa dzwony-sygnaturki.

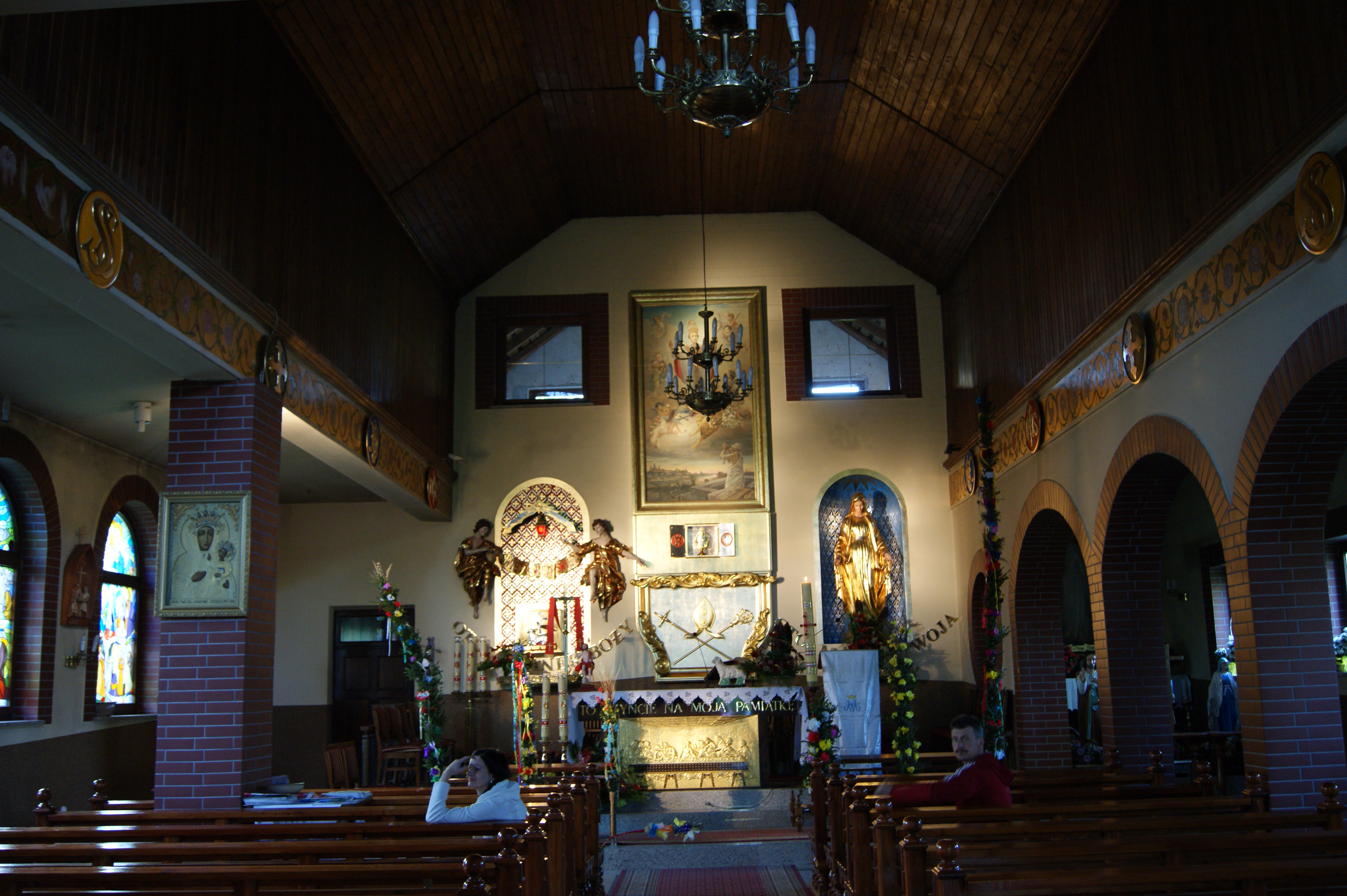
Wnętrze kościoła